# دیگو آگیره
دیگو آگیره (اسپانیایی: Diego Aguirre‎؛ زادهٔ ۱۳ سپتامبر ۱۹۶۵) بازیکن سابق و مربی کنونی فوتبال اهل اروگوئه است. او هم‌اکنون هدایت تیم فوتبال الریان قطر را بر عهده دارد.
از باشگاه‌هایی که در آن بازی کرده‌است می‌توان به المپیاکوس، اینترناسیونال، اتلتیکو ایندپندینته، فیورنتینا، باشگاه فوتبال سائو پائولو، ریور پلاته، فیورنتینا و باشگاه فوتبال پنیارول اشاره کرد.

## افتخارات

### بازیکن
پنیارول اروگوئه
لیگ دسته اول اروگوئه: ۱۹۸۶
جام لیبرتادورس: ۱۹۸۷

## دپورتیوو فاس السالوادور
لیگ برتر السالوادور: ۱۹۹۶

### مربی
پنیارول اروگوئه
لیگ دسته اول اروگوئه: ۲۰۰۳، ۱۰–۲۰۰۹

## الریان قطر
جام ولیعهد قطر: ۲۰۱۲
جام امیر قطر: ۲۰۱۳
جام شیخ جاسم قطر: ۲۰۱۲، ۲۰۱۳

## اینترناسیونال برزیل
کمپیوناتو گاوشو: ۲۰۱۵